# Луга (жирафа)
Луга (рус. Луга; Лењинград, 31. октобар 1981) женска је мрежаста жирафа, једна од главних атракција Лењинградског зоолошког врта у ком је и рођена. Стара је 35 година, иако жирафе у заточеништву иначе не поживе дуже од 25 година. Најстарија је позната ’заробљена’ жива жирафа на свету.

## Биографија
Историја Лугиног рода почиње да се пише 1956. године. Те године, из Јужне Африке је донет пар трогодишњих жирафа. Наденуто им је име Малчиком (рус. Мальчиком) и Жулијета (рус. Жульеттой). Луга, мрежаста жирафа, била је унука Малчика и Жулјете. Жирафа је своје име добила у част Луге, града на северозападу Руске Федерације (Лушки рејон, Лењинградска област).
До 2016. године, Луга је постала мајка седморо жирафа, а међу њеном децом је и Самсон Гамлетович Лењинградов (рус. Самсон Гамлетович Ленинградов) — једна од главних атракција Московског зоолошког врта. Готово сва Лугина деца су распоређена у различите зоолошке вртове; само је ћерка Софија (рус. Софья) остала уз своју мајку. Луга је веома живахна — весела је и воли да тражи храну од посетилаца, али понекад и покуша да нападне. Упркос поодмаклој доби, жирафа изгледа витално; лепо се осећа и доброг је здравља. Према речима једног од запосленика Лењинградског зоолошког врта:
Луга воли да тражи храну од посетилаца. Због људи спушта главу. Ограда је ниска и посетиоци је хране. Добро, ако дају јабуку или шаргарепу. Многи људи, не размишљајући о последицама, хране жирафе чипсом или колачима, а у ствари само пар шаргарепа може изазвати озбиљне стомачне проблеме код биљоједа.
Године 2014, у Лењинградском зоолошком врту је прослављен 33. Лугин рођендан. У зоолошком врту се и 4. новембра 2016. године организовало славље у част Луге; лењинградски херој је навршио 35 година и постао најстарији животињски живи примерак међу жирафама. Посетиоцима су приређени интерактивни садржаји, разне игре и приказ живота жирафе односно предочавање услова у којима ова животиња борави у једном зоолошком врту.